# Vânătorul de cerbi
Vânătorul de cerbi (titlul original The Deer Hunter) este un film american din 1978, care relatează povestea unui grup de oțelari americani de origine rusă in perioada războiului din Vietnam. Acțiunea filmului se desfășoară în Vietnam și în orășelul Clairton, statul Pennsylvania, la sud de Pittsburgh.

## Prezentare generală
Filmările au avut loc în zona orașului Pittsburgh, în Cleveland și Mingo Junction, Ohio, iar scenele de vânătoare s-au filmat în Parcul Național North Cascades, Washington. Rolurile principale din Vânătorul de cerbi sunt interpretate de Robert De Niro, Christopher Walken și Meryl Streep.
Inspirat din romanul Trei camarazi al scriitorului german, Erich Maria Remarque, filmul exlporează sensul si efectele războiului, violenței, și manipulării patriotice asupra unei comunități etnice restrânse. Conceptele de prietenie, etnie, onoare, familie, și comunitate joaca un rol important în acest film.

## Intrigă
Povestea se desfășoara in trei acte. Mike, Steven, Nick, Stanley, John și Axel sunt un grup de oțelari americani de origine rusă. După o ultimă partidă de vânătoare, Steven, Mike, și Nick sunt gata să părăsească locurile natale pentru a lupta în junglele Vietnamului.

### Actul I
Prima parte a filmului cuprinde aspecte din viața de zi cu zi a acestor prieteni din Pennsylvania de vest—la serviciu, acasă, la bar, și la Biserica Ortodoxă Rusă. Punctul culminant al acestei părți este redat de portretizarea nunții lui Steven și Angela. Ei părăsesc biserica cântând în cor "Mnogaja ljeta" ("Doamne dă-ne mulți ani"), iar la petrecere se cântă rusește și se dansează pe cântece tradiționale rusești. După petrecere, Nick, amețit de băutură, îl pune pe Mike să-i promită că nu îl va lăsa niciodată în Vietnam.
Partida de vânătoare de dinaintea plecării celor trei pe front este un succes pentru Mike, care reușește sa împuște un cerb dintr-o singură încercare. În timpul vânătorii, pe fundal, se aude muzică liturgică ortodoxă.

### Actul II
A doua parte a filmului ne introduce direct în "iadul" Vietnamului unde Mike, membru al forțelor speciale, se reîntâlnește cu Steven și Nick după folosirea unui aruncător de flăcări asupra unui vicios soldat din trupele Việt Cộng.  Scena din închisoarea improvizată de pe râu, în care cei trei prieteni sunt forțați să joace ruleta rusească spre amuzamentul capturatorilor , este tulburătoare. Mike, după abandonul lui Steven (având o cădere nervoasă), riscă și reușește să-i omoare pe cei trei capturatori. Ei reușesc să fugă, și o patrulă americană de elicoptere apare, dar numai Nick este salvat. Steven cade înapoi în râu, iar Mike sare din elicopter după el. Steven se lovește rău în momentul căzăturii; Mike îl duce în spate până se întâlnește cu un convoi sud-vietnamez, iar Steven va rămâne cu aceștia. Mike își continuă serviciul militar.
Nick, traumatizat și isteric, este recuperat la spitalul din Saigon, dar plecat fără învoire oficială și după ce vorbește cu un francez care îi promite că se va îmbogății dacă joacă ruleta rusească, acesta intră în competiție.

### Actul III
Întors în Statele Unite, Mike devine foarte apropiat de prietena lui Nick, Linda. Deși Nick și Steven încă lipsesc, Mike, Stanley, John, și Axel merg la o partidă de vânătoare. Mike are șansa de a ucide un frumos cerb, dar greșește ținta de două ori, și este incapabil de a-l urmări ca să-l omoare. În cabana de vânătoare, Axel comentează despre prietena lui Stan, acesta se înfurie și îndreapta revolverul spre capul lui Axel, spunându-i să repete ce-a zis. Mike intrând în cameră îl dezarmează repede pe Stan, care insista că arma este neîncărcată. Când Mike descoperă că încărcătorul armei este plin, el îl golește cu excepția unui singur cartuș. Mike învârte butoiașul revolverului, îndreaptă arma spre capul lui Stan și apasă pe trăgaci. Dar pistolul nu are glonțul pe țeavă. Apoi procedeză la fel și cu el însuși spre stupefacția celorlalți.
Mai târziu, Mike se întâlnește cu Steven, care este internat la Spitalul Veteranilor după ce și-a pierdut ambele picioare și este parțial paralizat.  Steven îi povestește că cineva din Saigon îi trimite regulat sume mari de bani. Această relatare îi indică lui Mike că Nick trăiește, dar joacă ruleta rusească.
Mike călătorește la Saigon doar cu puțin timp înainte de ocuparea lui de către forțele Việt Cộng. Cu ajutorul francezului, el îl găsește pe Nick într-un club practicând ruleta rusească, dar acesta nu își recunoaște prietenul. Nick se afla sub influența heroinei, și nu urmărea altceva decât să apese pe trăgaci. Mike vorbește cu managerul clubului pentru a-i aranja un joc față în față cu Nick. În timpul meciului, Mike îi spune că a venit să-l ia acasă. Nick zâmbește și-l recunoaște pe Mike repetând cuvintele "un singur foc", care reflecta filozofia lui Mike despre vânătoare. Cu toate acestea, Nick se împușcă singur în cap.
Mike aduce trupul lui Nick în America, trist pentru faptul cum își îndeplinise promisiunea din noaptea nunții. Funeraliile lui Nick au loc într-o dimineață la Biserica Catolică Bizantină. Cântând împreună "Vechnaya Pamyat" sau "Memory Eternal," prietenii părăsesc împreună biserica, iar filmul se termină când aceștia iau micul dejun iar după aceea cântă împreună "God Bless America".

## Date generale
Regie: Michael Cimino
Scenariu: Michael Cimino, Louis Garfinkle, Quinn K. Redeker și Deric Washburn
Muzică: Stanley Myers
Montaj: Peter Zinner
Producători: Joann Carelli, Michael Cimino, Michael Deeley, John Peverall, 
Marion Rosenberg și Barry Spikings

## Distribuția
| Actor                      | Rol                          |
| -------------------------- | ---------------------------- |
| Robert De Niro             | Michael "Mike" Vronsky       |
| Christopher Walken         | Nikonar "Nick" Chevotarevich |
| John Cazale                | Stanley aka "Stosh"          |
| John Savage                | Steven Pushkov               |
| Meryl Streep               | Linda                        |
| George Dzundza             | John Welch                   |
| Chuck Aspegren             | Peter "Axel" Axelrod         |
| Shirley Stoler             | Mama lui Steven              |
| Rutanya Alda               | Angela Ludhjduravic-Pushkov  |
| Amy Wright                 | Domnișoara de onoare         |
| Pierre Segui               | Julien Grinda                |
| Joe Grifasi                | Șeful formației              |
| Father Stephen Kopestonsky | Preotul ortodox              |

## Locații de filmare
- Catedrala Ortodoxă Saint Theodosius, Cleveland
- Cartierul Patpong din Bangkok, Tailanda - această zonă a fost închisă pentru două zile în timpul filmărilor, ea reprezintă o parte a Saigonului.
- Sai Yok, Provincia Kanchanaburi, Tailanda
- Parcul Național North Cascades, Statul Washington.
- Mingo Junction, Ohio, unde s-au filmat scenele de la oțelărie

## Premii și recunoaștere
Premii principale
Oscar pentru cel mai bun film
Oscar pentru regie (Michael Cimino)
Oscar pentru actor în rol secundar (Christopher Walken)
Oscar pentru montaj
Oscar pentru sunet
Globul de Aur pentru regie (Michael Cimino)
Nominalizări
Oscar pentru cel mai bun actor (Robert de Niro)
Oscar pentru actriță în rol secundar (Meryl Streep)
Oscar pentru scenariu original
Globul de Aur pentru cel mai bun film
Globul de Aur pentru cel mai bun actor într-un film dramatic (Robert de Niro)
Globul de Aur pentru cel mai bun actor într-un rol secundar (Christopher Walken)
Globul de Aur pentru cea mai bună actriță într-un rol secundar  (Meryl Streep)
Filmul a fost selectat pentru a fi păstrat în Registrul Național de Film American și se află în lista de 250 de filme a Internet Movie Database. De asemenea filmul ocupă locul 79 în lista celor mai bune 100 de filme americane din toate timpurile întocmită de Institutul American de Film.

## Controverse
Dr Thomas Radecki, psihiatru și purtător de cuvânt pentru Coaliția Națională Împotriva Violenței din Mass-media, susține că Vânătorul de cerbi a declanșat un număr mare de sinucideri prin practicarea ruletei rusești.

## Lansarea pe DVD
Vânătorul de cerbi  a avut două lansări pe DVD, prima fără adăugiri și comentarii în 1998 de Universal.
Pe 6 septembrie 2005, Universal relansează filmul cu un nou transfer anamorfic. Aceste două discuri conțin: filmul propriu-zis, un comentariu al directorului de imagine Vilmos Zsigmond, multiple interviuri cu actorii din distribuție, și scenele scoase la montaj.

## Trivia
- Melodia interpretată de John (barmanul) la pian după partida de vânătoare și înainte de plecarea celor trei în Vietnam este Nocturna în sol minor, Op. 15 Nr. 3 de Frederic Chopin.
- La un moment dat, în film se interpretează „Brașoveanca”, un dans românesc cu inflexiuni germane (săsești).
- Pentru a arăta ca un narcoman în scena de final, Christopher Walken s-a hrănit numai cu orez, banane și apă timp de o săptămână.
- Chuck Aspegren, care îl interpretează pe Peter "Axel" Axelrod, a fost oțelar în Gary, Indiana și nu făcuse actorie înainte de filmări.
- Cerbul care apare în film (Cerbul Roșu), nu este originar din America de Nord.
- Vegetația și mediul care apar în scenele de vânătoare sunt specifice zonei din nord-vestul Americii, și nu zonei de nord-est a Americii.
- Populara sentință în limba vietnameză "Di-di mau!", se traduce "Haide!" sau "Dă-i drumul!"
- Scena cu ruleta rusească a fost parodiată în serialul de televiziune The Simpsons.
- Jocul video Conflict:  Vietnam ajunge la un nivel în care personajele sunt capturate de trupele nord-vietnameze și forțate să joace ruleta rusească exact ca în film.